# 藤井要一
藤井 要一（ふじい よういち、1958年10月20日 - ）は、北海道を拠点に活動するソングライター。AIR-G'の子会社「株式会社エアジーワークス(AIR-G' WORKS)」の運営統括責任者・執行役員。北海道虻田郡洞爺湖町出身。北海道伊達高等学校出身。

## 概要
フォークグループ手風琴（てふうきん）のメンバーであり、作詞・作曲を担当。2016年6月4日に、21年ぶりに手風琴ライブ開催。田中一志と関わりがあり、CREATIVE OFFICE CUE関連の作曲に数多く携わる。

## 参加楽曲
CREATIVE OFFICE CUE関連
- 手風琴21名義 ／ ケンタカユッキー☆フライド事件名義
  - 『おやG / ソフトフォーカス』
  - 作詞：ビューティーたか／作曲：オッケー藤井／編曲：ぢぢ田中／唄：ケンタカユッキー☆フライド事件（ビューティーたか・アフターけん）

- ドラバラ鈴井の巣
  - 『戦え！白き戦士～GO!GO!GO!』 - 作詞：鈴井貴之／作曲：オッケー藤井／編曲：田中一志／唄：ホワイトストーンズ
  - 『ホワイトストーンズ　愛のテーマ』 - 作詞：鈴井貴之・藤村忠寿／作曲：オッケー藤井／唄：ホワイトストーンズ
  - 『涙はいらない』 - 作詞：鈴井貴之／作曲：オッケー藤井／ジョーとアッキー

- ドラバラ鈴井の巣コンプリートアルバム
- CREATIVE OFFICE CUE THANK YOUBEST

など
- 『タコ公園』（樋口了一 30周年記念アルバム「いまダンスをするのは誰だ？」収録）